# Komunistični manifest
Komunistični manifest (nemško Kommunistisches Manifest), izvorno Manifest komunistične stranke (nemško Manifest der Kommunistischen Partei), je politični sestavek, ki sta ga napisala nemška filozofa Karl Marx in Friedrich Engels. Naročila ga je Komunistična liga in je bil prvotno objavljen leta 1848 v Londonu. Predstavlja analitični pristop k razrednemu boju ter kritizira kapitalizem in kapitalistični način proizvodnje, ne da bi poskušal napovedati morebitne prihodnje oblike komunizma.
V Manifestu je izpisan namen in program Zveze komunistov, s smernicami za proletarsko revolucijo, ki bi zrušila kapitalizem. Neposredni cilj je bil zgraditi socializem, ki bi kasneje prešel v brezrazredno družbo. Pri utemeljevanju začrtane revolucionarne dejavnosti izhaja Komunistični manifest iz pojma zgodovinske nujnosti. Začne se z bojnim klicem in konča s pozivom k združitvi vseh delavcev in družbenemu prevratu.
Leta 2013 je bil Komunistični manifest skupaj z Marxovim Kapitalom (I. del) vpisan v Unescov program Spomin sveta. O nadaljnji aktualnosti Komunističnega manifesta so pisali številni pisci poznega 20. in 21. stoletja. Akademik Peter Osborne je dejal, da je to »najpomembnejše besedilo, napisano v devetnajstem stoletju«.

## Povzetek dela
Glavni del Komunističnega manifesta je razdeljen na štiri dele: “Buržuj in proletarci”, “Proletarci in komunisti”, “Socialistična in komunistična literatura” ter “Odnos komunistov do raznih opozicijskih strank”. 

### Buržuji in proletarci
Prvo poglavje se začne z opazko, da je zgodovina vse poznane družbe zgodovina razrednega boja; za primere Marx in Engels navedeta patricija in plebejca iz starega veka, tlačana in fevdalca iz srednjega veka ter mezdnega delavca in kapitalista od novega veka dalje. Poglavje se nadaljuje z opisom okoliščin nastanka kapitalistične družbe (rast trgovine v mestih in kolonialnih imperij in s tem krepitev buržoazije); opisuje tudi, kakšno vlogo je pri tem imela buržoazija. Ta je imela progresivno in revolucionarno vlogo nasproti aristokraciji, staremu vladajočemu razredu. V primerjavi s fevdalizmom poteka v kapitalizmu nagel razvoj produktivnih sil; to je buržoaziji omogočilo ekonomsko, nato pa tudi politično premoč nad aristokracijo. Isti dejavnik pa z razvojem kapitalizma prične ogrožati samo buržoazijo; z razlastitvijo kmetov in rokodelcev ustvari razred mezdnih delavcev (proletariat), ki ga mora zaradi produkcijskih potreb skoncentrirati v velikih mestih (ker obrati, na primer tovarne, zaposlujejo večje število ljudi). Med buržoazijo in proletariatom pride do razrednih nasprotij; delavci se sprva upirajo le na nivoju posameznih obratov in so velikokrat poraženi, a se njihovo nasprotovanje buržoaziji kljub temu krepi. 
Marx in Engels poudarita še, da je izmed vseh razredov, ki se borijo nasproti buržoaziji, “resnično revolucionaren” edinole proletariat. Razlog je v tem, da je ta s kapitalizmom tudi nastal; malomeščanstvo (npr. obrtniki) si prizadeva ohraniti svoj trenutni razredni položaj, aristokracija (bivši vladajoči razred) pa si prizadeva pridobiti nazaj izgubljene privilegije.

### Proletarci in komunisti
Drugo poglavje kot temeljni lastnosti komunistov navaja, da ti zastopajo interese delavcev vseh sveta ter da igrajo vlogo revolucionarne avantgarde delavskega gibanja, ta vloga pa izhaja iz njihovega teoretskega poznavanja kapitalizma. Kot kratkoročne cilje komunistov Marx in Engels navedeta “formiranje proletariata v razred, strmoglavljenje boržuaznega gospostva, osvojitev politične oblasti po proletariatu”. Pokažeta tudi, da najpomembnejši ugovori proti komunizmu, kot na primer moralni, filozofski in pravni, izhajajo iz buržoaznega svetovnega pojmovanja; to velja za koncepte, kot so svoboda, lastnina, osebnost, vzgoja, narod in družina, pa tudi pravo. 

Takšno pozicijo povzame sledeči stavek iz Manifesta: 
“Vaše ideje same so proizvodi boržuaznih proizvodnih in lastninskih odnosov, kakor je vaše pravo le za zakon proglašena volja vašega razreda, volja, ki ji je vsebina določena z materialnimi živjenskimi pogoji vašega razreda”.
Prvi korak v delavski revoluciji Marx in Engels vidita v tem, da delavski razred prevzame politično oblast (da se “povzpne v vladajoči razred”) ter prevzame nadzor nad družbeno produkcijo (kar tudi posega v buržoazno lastninsko pravico). Po delavskem prevzemu oblasti razredne razlike izginjajo, s tem pa tudi izginja potreba po razredni vladavini kot taki; s tem odmre tudi država.

### Socialistična in komunistična literatura
Tretje poglavje je namenjeno pregledu dotakratne socialistične literatura (ki je spadala v kategorijo utopičnega socializma). Marx in Engels jo razdelita na tri večje kategorije: reakcionarni utopični socializem, buržoazni (konzervativni) socializem ter kritično-utopični socializem. 
Reakcionarni socializem nadalje razdelita na fevdalni, malomeščanski in “nemški ali “pravi” socializem”. V prvem primeru govorimo o aristokraciji, ki je zaskrbljena nad revolucionarnostjo proletariata, rešitev pa vidi v restavraciji fevdalizma (ki ga nostalgično prikazuje). Malomeščanski socializem izhaja iz sloja, ki ga kapital ogroža, a ni proletariat; rešitev vidi bodisi v obnovi starih produkcijskih odnosov bodisi v omejevanju razvoja kapitalizma. Nemški socializem se nanaša na nemško idealistično filozofijo (npr. Hegla), ki ji Marx in Engels očitata, da je iz buržoazne družbe prevzela njeno ideologijo, ne pa tudi življenjskih pogojev. Ker v Nemčiji do buržoazne revolucije še ni prišlo, je to v praksi pomenilo kritiko še neobstoječe družbe in de facto podporo aristokraciji.Konzervativni ali buržoazni socialiem se nanaša na poskuse reformirati kapitalizem, ne da bi se pri tem spremenile njegove temeljne značilnosti (npr. razredna struktura). 
Primeri kritično-utopičnega socializma so Saint-Simon, Fourier in Owen. Ti kapitalistično družbo opišejo iz vidika razrednih nasprotij; kar pa ne velja za njihove rešitve, ki si prizadevajo izboljšati položaj vseh razredov, tudi buržoazije. Pomembnost kritično-utopičnega socializma je obratno sorazmerna z razvitostjo razrednega boja; sprva je pomemben, da oriše razredna nasprotja kapitalizma, izgubi pa na pomembnosti, ko pride do vprašanja razrešitve teh nasprotij.

### Odnos komunistov do raznih opozicijskih strank
Zadnje poglavje naslovi vprašanje, kakšen odnos naj imajo komunisti do opozicijskih strank, kamor spadajo reformistične stranke, v pred-kapitalističnih družbah pa tudi buržoazija. Marx in Engels postavita, da morajo komunisti dosledno zastopati dolgoročne (revolucionarne) interese delavskega razreda. Pri kratkoročnem delovanju to vključuje sodelovanje z reformističnimi malomeščanskimi stranki proti buržoaziji ter z buržoazijo proti aristokraciji. Pri tem komunisti dosledno nadaljujejo kritiko teh začasnih zaveznikov (s poudarkom na lastninskem vprašanju) ter pripravljajo delavski razred na bodoči spopad z njimi. 

## Slovenske izdaje in tolmačenja
- Komunistični manifest (kot strip), avtor stripa Rodolfo Marcenaro, založba Tribuna, Ljubljana. ((COBISS) - 1979, (COBISS) - 1980.)
- Komunistični manifest, avtor Karl Marx, založba Sanje, Ljubljana. ((COBISS) - 2009.)